# Negyedik Merkel-kormány
A negyedik Merkel-kormány az Angela Merkel kancellár vezette német szövetségi kabinet döntéshozó szerve, amelynek vezetője egymást követően negyedik alkalommal is Merkel asszony lett, kormánya 2018. március 14-én állt fel, a 2017-es választások után.
Mandátuma a 2021-es választásokig tartott, illetve azt követően ügyvezetőként működött a következő kormány felállásáig.
Merkel negyedik kormánya az uniópártok (azaz a Kereszténydemokrata Unió vagy röviden CDU, és a Bajor Keresztényszociális Unió, vagy CSU) és a Szociáldemokrata Párt (SPD) koalíciója. Ezt a társulást a német politikában nagykoalíciónak nevezik, mivel a második világháború óta rendre a CDU/CSU és az SPD kapja a legtöbb mandátumot a német szövetségi választásokon.

## Összetétele
A koalícióban a CDU a kancellári és a kancelláriavezetői posztokon felül öt miniszteri posztot kapott, az SPD hatot, a csak Bajorországban működő CSU pedig hármat..
| #  | Hivatal                                                                     | Kép | Kormánytag                 | Párt | Hivatali periódusa                     | Parlamenti államtitkárok (miniszterhelyettesek) |
| -- | --------------------------------------------------------------------------- | --- | -------------------------- | ---- | -------------------------------------- | --- |
| 1  | Kancellár                                                                   |     | Angela Merkel              | CDU  | 2005. november 22. – 2021. december 8. | Monika Grütters (államminiszter) Kultúra és média Hendrik Hoppenstedt (államminiszter) A bürokrácia csökkentése és a jobb jogalkotás, a szövetségi-tartományi kapcsolatok Annette Widmann-Mauz Migráció, menekültek és integráció Dorothee Bär (államminiszter) digitalizálás |
| 2  | Kancellárhelyettes Szövetségi pénzügyminiszter                              |     | Olaf Scholz                | SPD  | 2018. március 14. – 2021. december 8.  | Bettina Hagedorn Christine Lambrecht |
| 3  | Szövetségi belügyminiszter                                                  |     | Horst Seehofer             | CSU  | 2018. március 14. – 2021. december 8.  | Günter Krings Stephan Mayer Marco Wanderwitz |
| 4  | Szövetségi külügyminiszter                                                  |     | Heiko Maas                 | SPD  | 2018. március 14. – 2021. december 8.  | Niels Annen (államminiszter) Michelle Müntefering (államminiszter) Nemzetközi kultura Michael Roth (államminiszter) európaügyi és német-francia együttműködés |
| 5  | Szövetségi gazdasági és technológiai miniszter                              |     | Peter Altmaier             | CDU  | 2018. március 14. – 2021. december 8.  | Thomas Bareiß idegenforgalom Christian Hirte keleti tartományok Oliver Wittke EITI |
| 6  | Szövetségi igazságügyminisztérium                                           |     | Katarina Barley            | SPD  | 2018. március 14. – 2019. június 27.   | Rita Hagl-Kehl Christian Lange |
| 6  | Szövetségi igazságügyminisztérium                                           |     | Christine Lambrecht        | SPD  | 2019. június 27. – 2021. december 8.   | Rita Hagl-Kehl Christian Lange |
| 7  | Szövetségi munka- és szociális ügyi miniszter                               |     | Hubertus Heil              | SPD  | 2018. március 14. – 2021. december 8.  | Annette Kramme Kerstin Griese |
| 8  | Szövetségi honvédelmi miniszter                                             |     | Ursula von der Leyen       | CDU  | 2013. december 27. – 2019. július 17.  | Thomas Silberhorn Peter Tauber Eberhard Zorn tábornok Generalinspekteur der Bundeswehr |
| 8  | Szövetségi honvédelmi miniszter                                             |     | Annegret Kramp-Karrenbauer | CDU  | 2019. július 17. – 2021. december 8.   | Thomas Silberhorn Peter Tauber Eberhard Zorn tábornok Generalinspekteur der Bundeswehr |
| 9  | Szövetségi élelemügyi, földművelési és fogyasztóvédelmi miniszter           |     | Julia Klöckner             | CDU  | 2018. március 14. – 2021. december 8.  | Hans-Joachim Fuchtel Michael Stübgen |
| 10 | Szövetségi család-, idős-, nőügyi és ifjúsági miniszter                     |     | Franziska Giffey           | SPD  | 2018. március 14. – 2021. május 20.    | Caren Marks Stefan Zierke |
| 10 | Szövetségi család-, idős-, nőügyi és ifjúsági miniszter                     |     | Christine Lambrecht        | SPD  | 2021. május 20. – 2021. december 8.    | Caren Marks Stefan Zierke |
| 11 | Szövetségi egészségügyi miniszter                                           |     | Jens Spahn                 | CDU  | 2018. március 14. – 2021. december 8.  | Thomas Gebhardt Sabine Weiss |
| 12 | Szövetségi közlekedésügyek és a digitális infrastruktúra minisztere         |     | Andreas Scheuer            | CSU  | 2018. március 14. – 2021. december 8.  | Steffen Bilger Enak Ferlemann |
| 13 | Szövetségi környezetvédelmi, természetmegőrzési és atombiztonsági miniszter |     | Svenja Schulze             | SPD  | 2018. március 14. – 2021. december 8.  | Florian Pronold Rita Schwarzelühr-Sutter |
| 14 | Szövetségi oktatási és kutatási miniszter                                   |     | Anja Karliczek             | CDU  | 2018. március 14. – 2021. december 8.  | Michael Meister Thomas Rachel |
| 15 | Szövetségi gazdasági együttműködési és fejlesztési miniszter                |     | Gerd Müller                | CSU  | 2013. december 17. – 2021. december 8. | Norbert Barthle Maria Flachsbarth |
| 16 | Szövetségi különleges ügyek minisztere, Kancelláriavezető                   |     | Helge Braun                | CDU  | 2018. március 14. – 2021. december 8.  | |

## Külső hivatkozások
- A német kabinet (németül)

## Fordítás
Ez a szócikk részben vagy egészben  a   Kabinett Merkel IV című német Wikipédia-szócikk fordításán alapul.  Az eredeti cikk szerkesztőit annak laptörténete sorolja fel. Ez a jelzés csupán a megfogalmazás eredetét és a szerzői jogokat jelzi, nem szolgál a cikkben szereplő információk forrásmegjelöléseként.
Ez a szócikk részben vagy egészben  a   Fourth Merkel cabinet című angol Wikipédia-szócikk fordításán alapul.  Az eredeti cikk szerkesztőit annak laptörténete sorolja fel. Ez a jelzés csupán a megfogalmazás eredetét és a szerzői jogokat jelzi, nem szolgál a cikkben szereplő információk forrásmegjelöléseként.